# خيسوس بالاسيوس
خيسوس بالاسيوس (بالإسبانية: Jesús Alejandro Palacios)‏ (7 فبراير 1983 في المكسيك - ) هو لاعب كرة قدم مكسيكي في مركز الوسط. شارك مع منتخب المكسيك تحت 20 سنة لكرة القدم. أما مع النوادي، فقد لعب مع تايجرز أونال ونادي جامعة غوادالاخارا ونادي سان لويس ونادي نيكاكسا وريبوسيروس دي لا بيداد ‏.

## وصلات خارجية
- خيسوس بالاسيوس على موقع قاعدة بيانات كرة القدم.إي يو (الإنجليزية)